# Hymn San Marino
Inno Nazionale (pol. Hymn Narodowy) jest hymnem państwowym Republiki San Marino. Został skomponowany przez Federico Consolo, pochodzącego z San Marino skrzypka i kompozytora. Został wprowadzony w roku 1894. Jest jednym z nielicznych hymnów państwowych, który nie ma oficjalnie zatwierdzonych słów, a jedynie melodię, autorem nieoficjalnych słów jest Giosuè Carducci.

## Nieoficjalne słowa hymnu
Oh antica Repubblica
Onore a te virtuosa
Onore a te
[ Bis ]
Generosa fidente,
Virtuosa.
Oh, Repubblica
Onore e vivi eterna
Con la vita
E gloria d'Italia
Oh Repubblica
Onore a te.